# Візантійська дипломатія
Візантія, спадкоємиця Римської імперії, зберегла елліністичні риси державного устрою поєднавши їх з елементами східної деспотії. Вона спромоглась створити дієву і дуже «витончену» дипломатію, яка стала зразком для варварських королівств і значно вплинула на всю середньовічну дипломатію.

## Відомство дрому
Поштове відомство у Візантійській імперії було відоме, як відомство дрому (грец. ὀξὺς δρόμος) ним керував Дромологофет. За його допомогою велись зовнішні відносини імперії з іншими країнами. Історія його існування бере свій початок від заснування Візантійської імперії. У V ст. центральне управління імперією зосередилось в константинопольському палаці і однією з найважливіших посад в центральному державному управлінні став магістр офіцій – начальник палацу та палацової служби. Йому ж підпорядковувалась організація державної пошти країни та управління зовнішньою політикою, керуючи штатом перекладачів він відповідав за відносини з послами інших країн, організацію прийомів для яких існувала канцелярія прийомів.
Магістр офіцій був начальником палацової гвардії, особистої охорони імператора і арсеналу Константинополя. Йому належав контроль над державним управлінням, нагляд за придворною і чиновницькою адміністрацією.
В кожній диоцезі і принципії був начальник канцелярії правителя безпосередньо пов'язаний з магістром офіцій і регулярно надсилаючий йому донесення.
В IX ст. формується нова ієрархія титулів, апарат центрального державного управління розширюється.
У першій половині VII ст. створено посаду логофета дрому. Спочатку його функції були обмежені і охоплювали інформування імператора про події в країні. Поступово його влада поширюється і на управління державною поштою та обслуговуванням послів і чиновників, що подорожували за службовими потребами, цим займались підпорядковані відомству дрому села, які також слідкували за станом державних доріг. Пізніше до його обов'язків додалося управління системою сигнальних вогнів, які повідомляли до Константинополя про арабські вторгнення. Логофету дрому підпорядковувалось і управління зовнішніми відносинами Візантії. В його обов'язки входив викуп полонених, прийоми іноземних послів та розгляд судових справ іноземних купців. Як і магістр офіцій логофет дрому слідкував за справами в усій країні: спеціальні чиновники — епіскептиди послані в різні частини країни регулярно відправляли йому донесення.
Доставкою пошти займались кур'єри, їх кількість була величезна. Лише в середині IV ст. за підрахунками дослідників в палаці було 10 тис. кур'єрів. Спеціально для кур'єрської служби розводили коней, найчастіше використовувались швидких арабських скакунів.
Якщо порівняти обов'язки магістра офіцій та логофета дрому, то можна прослідкувати, що обидві посади мають декілька спільних обов'язків це управління поштою, відносинами з послами а отже з країнами та «спостереження» за апаратом державного управління в різних частинах країни.

## Ідейний зміст

### Місце Візантії в світі
Візантійська політична думка успадкувала від Римської імперії концепцію державної унікальності. Весь навколишній світ поділявся на «ойкумену» – «населений» (в загальному «цивілізований») простір і варварські землі. Варварський світ візантійці довгий час сприймали як легендарну, а не географічну реальність. Землі варварів зображалися візантійськими авторами, як заселені дикими істотами, монстрами території.
Політична теорія Візантії захищала політичне та релігійне становище країни у світі. За візантійською концепцією влади, імператор ставився на місце правителя всієї православної ойкумени, а держава ромеїв виступала захисницею та покровителькою християнських народів. Не існувало жодного іноземного правителя рівного імператорові. Тому до X ст. було не гідним погодитись на шлюб близької родички імператора з правителем іншої країни. Вперше принцеса, дочка Романа II Анна Порфірогенета була видана заміж за варвара руського князя Володимира в 989 році. Ще довше зберігався звичай надання іноземним правителям яких-небудь регалій імператорської влади. Так Костянтин VII Багрянородний рекомендував при вимогах подібного характеру посилатись на волю Божу і завіти Костянтина Великого.

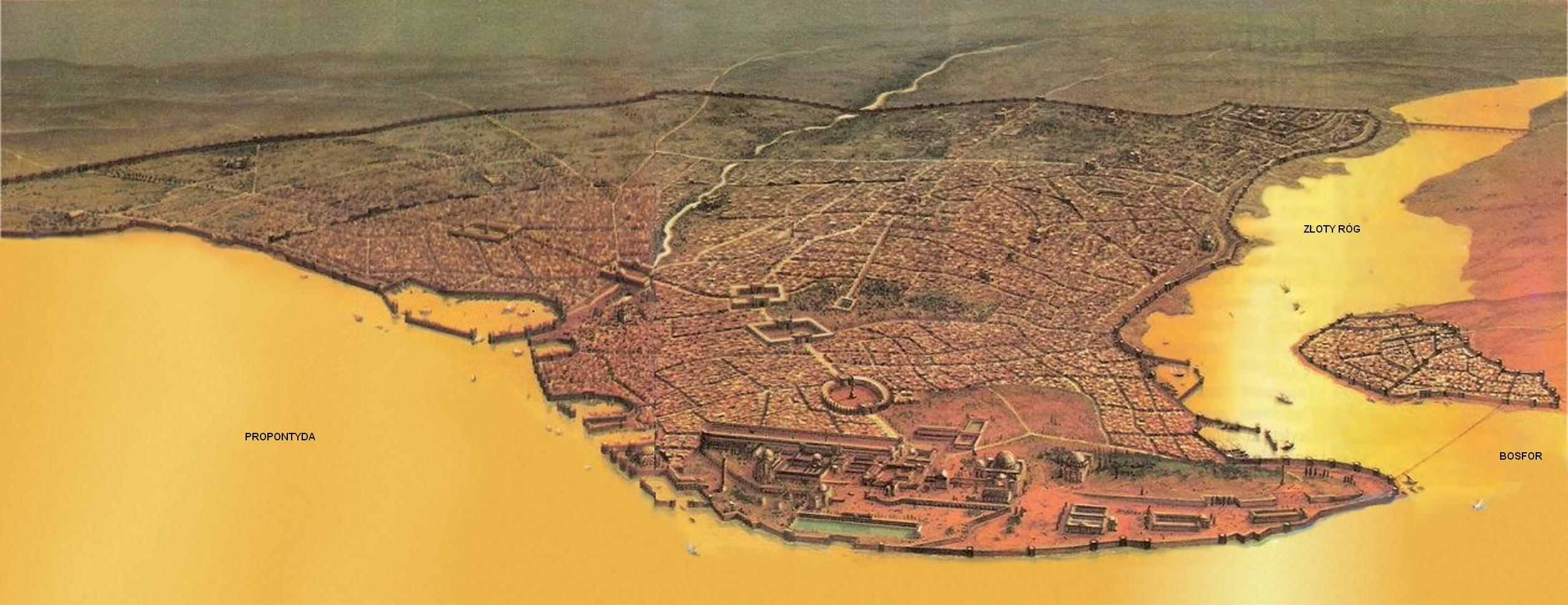
Загальний вигляд Константинополя за доби Юстиніана I (реконструкція)

Константинополь теж вражав своєю величчю, як столиця держави захисниці християнських народів. Ось, як описує Йордан враження остготського короля Атанаріха від відвідувань Константинополя: 
|  | Атанаріх, охоче прийняв запрошення, вступив до царственного міста і здивовано сказав: «Тепер я бачу на власні очі це славетне місто, про яке часто чув, але не йняв віри». І озираючись туди і сюди, він захоплювався положенням міста, то дивувався караванові кораблів, то дивлячись на знамениті стіни і на силу народу різних племен, що буйною хвилею сходяться сюди, як військо у бойовому порядку, в одну ріку з різних сторін, промовив: «Немає сумніву, імператор є земний бог, і хто насмілюється на нього піднятися, сам буде винний у пролитті власної крові». |

Не дивно що до створення на Заході імперії Карла Великого варварські королівства хоч і номінально, але визнавали владу константинопольського імператора. Варварські королі вважали за честь отримувати від нього вищі імператорські титули; латинські хроністи часто вели літочислення за роками правління візантійських василевсів, а при дворах західних правителів карбували монети, імітуючи візантійські монети. Довгий час багато правителів Південно-Східної та західної Європи намагались не тільки наслідувати звичаї і норови візантійського двору, але і використовували візантійську систему державної влади у вигляді зразка при створенні адміністративного апарату в своїх країнах.

### Прийом послів
Винятковість влади візантійського василевса була підкреслена і пишністю церемоніалу і столиці, порядку прийому іноземних послів. Ось як описує прийом послів, Лиутпранда посол італійського короля Беренгара, в Константинополі в 949 р. :

Перед троном імператора стояло мідне, але позолочене дерево, гілки якого наповнювали різного роду птиці, зроблені з бронзи а також позолочені. Птахи складали кожна свою особливу мелодію, а сидіння імператора було влаштовано так майстерно, що спочатку воно здавалося низьким, майже на рівні землі, потім дещо вищим і, нарешті висить в повітрі. Колосальний трон оточували, у вигляді варти мідні та дерев'яні, але у всякому разі позолочені леви, які шалено били своїми хвостами землю, відкривали пащу, рухали язиком і видавали гучний рев… При моїй появі заревли леви і птиці заспівали кожна свою мелодію… Після того як я згідно звичаю втретє преклонився перед імператором, вітаючи його, я підняв голову і побачив імператора в абсолютно іншому одязі майже під стелею залу… Він не вимовив ні слова… Про життя і здоров'я Беренгара мене запитав логофет…

Не всіх послів приймали однаково. Оскільки візантійський купець, дипломат та місіонер діяли спільно, збираючи, важливу інформацію для своєї країни, повідомляючи, про міжнародне становище, внутрішнє становище тієї чи іншої країни. Прийомом послів займалося відомство дрому, яке заздалегідь визначало чин посла. Привітне чи навпаки зневажливе відношення вказувало на відношення василевса до того хто відправив посольство. З особливими пишнотами приймали важливих послів, саме такий прийом описаний вище. Коли імперія була зацікавлена в переговорах посла задобрювали: йому дарували подарунки, показували визначні пам'ятки столиці та спортивні ігри на іподромі, водили в баню та на полювання. Іноді показували золото та коштовне каміння в скарбниці.
Коли посол був небажаний до нього відразу ж проявляли відкрите незадоволення, забували про його забезпечення, погано кормили, тримали під охороною. Якщо імперія розривала дипломатичні відносини, то посла принижували, та інколи били по щокам.

### Візантійські посольства
Ретельно планувалось відправлення візантійського посла до іншої країни. Враховувався ранг, титул, пост посла, становище в суспільстві. Визначались склад посольства, статус супроводжуючих посла осіб, їх кількість, коштовність дарів, вид імператорської грамоти до іноземного правителя, форма дипломатичного прийому. Найчастіше всі хто супроводжував посла мали досить високі титули,так Шандровська зазначає що перекладачам надавались досить високі державні чи військові титули такі, як імператорський спафарій, імператорський протоспафарій, імператорський спафорокандидат, патрикий, севаст, пансеваст севаст . Дипломатичні подарунки імперії X–XI ст. були дуже коштовними. Арабські еміри високо їх цінували. Але з ослабленням Візантії їй все складніше було підтримувати статус великої держави ромеев. Іноді витрати на посольства брали на себе вельможі.

### Дипломатична діяльність імператора
Окрім цього імператор вів листування з правителями країн намагаючись укласти з ними військові чи торгові союзи. Зокрема, Анна Комніна в «Алексіаді» так описує діяння свого батька : 
|  | Олексій розумів, що наймогутніший з них німецький король, який може зробити з Робертом все, що захоче. Тому Олексій неодноразово направляв йому листи, схиляючи короля на свій бік привітними словами і всілякими послами. |

### Християнство і дипломатія
Важливу роль у міжнародних справах Візантії відігравало поширення християнства. За своєю ідеологією Візантія була «Християнською імперією», яка покликана здійснювати серед інших народів Божественну місію — поширювати віру в Христа. Практична реалізація цієї місії покладалась на місіонерів, які проникали у найвіддаленіші кутки світу — у гори Кавказу і в оази Сахари, в Ефіопію і степи Причорномор’я. У IX–X ст. християнство поширилось серед слов’янських народів таких, як Моравія, Болгарія, Сербія, Київська Русь. Місіонери одночасно виконували і функції дипломатів, вони вміло підходили до князів, впливових осіб країни та особливо до знатних жінок. Тому часто у варварських князів жінки були християнками, які свідомо чи несвідомо поширювали інтересів Візантії. На відміну від Римського обряду Візантійський був більш гнучким. Він допускав церковні служби на місцевій мові, що, звичайно, значно полегшувало діяльність місіонерів. Священне писання було перекладено на готську, ефіопську та старослов’янську мови. Це мало своє значення. У країнах, які приймали християнство, утверджувався візантійський вплив. Духовенство залежне від Візантії, відгравало величезну роль у варварських державах, нерідко було єдиним носієм грамотності та освіченості. Єпископи греки чи ставленики греків — засідали у княжих радах. Школа і освіта в цих народів залежали найчастіше від духовенства.
Ідеологія Візантії як християнської імперії що об’єднувала країни всієї православної ойкумени лягла в основу візантійської дипломатії, яка примушувала варварів служити цілям Візантії, вести війни в її інтересах, охороняти кордони імперії.

## Методи дипломатії

### «Наука про управління варварами»

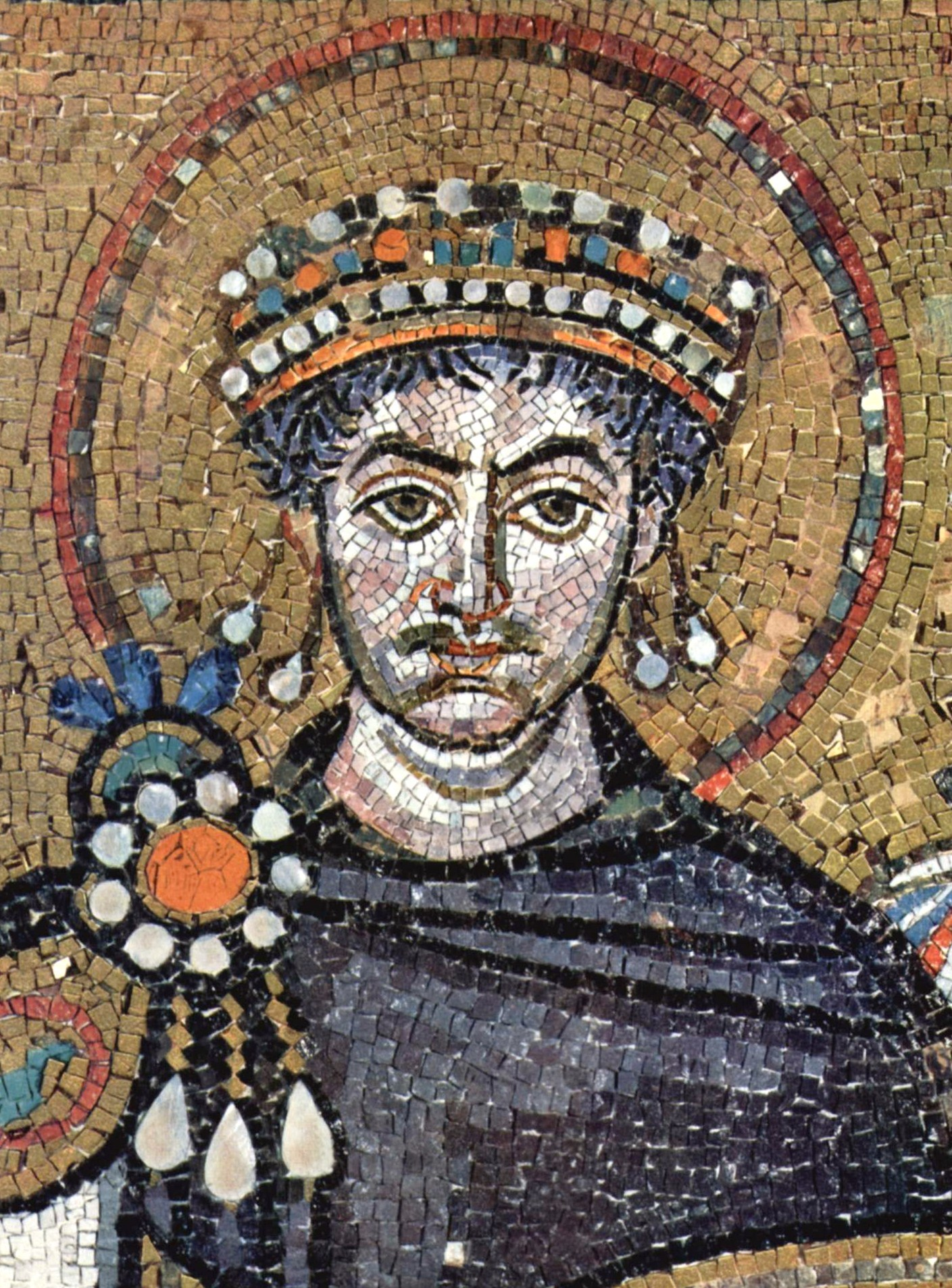
Юстиніан I. Сучасна мозаїка в церкві Сан-Вітале

У VI столітті за правління імператора Юстиніана дипломатична активність візантійців досягла свого апогею. В цей період використовувались всі найхитріші методи ведення дипломатії.
Дипломатичні зв'язки охоплювали величезний простір від Китаю й Індії до Атлантичного океану, від внутрішньої Африки до причорноморських степів. Юстиніан уміло комбінував мистецьку дипломатичну гру з влучними військовими ударами, що розширили межі його імперії далеко на захід, Візантія з усіх боків була оточена неспокійними, племенами варварів. Візантійці ретельно збирали і записували відомості про ці племена, щоб мати точну інформацію про їхні військові сили, торгові відносини, про міжусобиці, про верхівки племен і можливість їхнього підкупу. На підставі отриманих відомостей будувалася візантійська дипломатія, чи «наука про управління варварами».

Головною задачею візантійської дипломатії було змусити варварів служити імперії, замість того щоб загрожувати їй. Найбільш простим засобом було наймати їх на військову службу. Вождів варварських племен і правителів держав підкуповували, змушуючи вести війни в інтересах Візантії. Щорічно Візантія виплачувала прикордонним племенам великі гроші. За це вони повинні були захищати кордони імперії. Вождям роздавали пишні візантійські титули, золоті чи срібні діадеми, мантії, жезли. Варварам відводили землі, де вони могли оселитись, як васали. Так лангобарди одержали землі в Норике і Паннонії, герули — в Дакії, гуни — у Фракії, авари — на Саві. Таким чином, одні варвари мали захищати імперію проти інших. Варварських вождів намагалися міцніше прив'язати до візантійського двору. За них видавали дівчат зі знатних родів. Їхніх синів виховували при Константинопольському дворі в дусі відданості інтересам імперії 
|  | Ці напівримляни, з поважністю цілком латинською, пихато оголошували себе рабами його імператорської величності |

 — так Іоан Ефеський описує варварських князів вихованих при візантійському дворі; одночасно вони служили заручниками на випадок зради батьків.
У той же час в Константинополі стежили за міжусобицями варварських князівських родів. Вигнаним князям давали притулок та використовували їх як власних кандидатів на престол. Однак, «мирні засоби» були ненадійні. Варвари, що одержували від Візантії гроші, вимагали все грошей та погрожували перейти в табір ворогів. Важливо було не давати їм зміцніти, уміло нацьковувати їх один на одного, послабляти їх міжусобицями. Старе римське правило «розділяй і пануй» (лат. divide et impera) знайшло застосування у візантійській політиці. Уміння поводитися із сусідами, як із шаховими фігурами, відрізняло дипломатію Юстиніана. Він розвинув тактику нацьковування в цілу систему. Проти, болгар він підіймав гунів, проти гунів — аварів. Щоб здолати вандалів, він залучив на свою сторону остготів, а остготів розбив за допомогою франків. Військове втручання у внутрішні справи інших держав було одним із складових зовнішньої політики Юстиніан.
Найяскравіше ця політика виразилася у війнах Юстиніан з вандалами й остготами. В Африці й Італії імператор використовував соціальну боротьбу в цих країнах, зокрема невдоволення римських землевласників, викликане захопленням їхніх земель варварами, і обурення духівництва пануванням варварів — аріан. Римські землевласники і духівництво підтримували Юстиніан. Папа Вігілій просив його довести до кінця невдало розпочату інтервенцію в Італію. Остготи запекло захищалися, знайшовши підтримку рабів і колон, становище яких було полегшене варварами. Юстиніан важко здобув перемогу в 555 році.

### Східні традиції в дипломатії

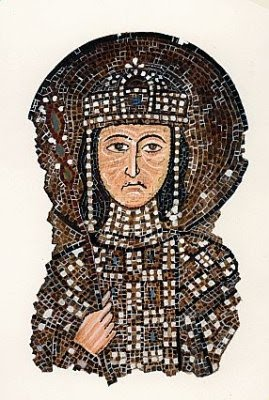
Анна Комніна

Окрім елінистичних традицій дипломатії Візантія перейняла і східні «хитрощі» — вміння підкуплювати, задобрювати подарунками та словами. Ці прийоми характерні для дипломатії ледь чи не всіх візантійських імператорів.
Так в «Алексіада» Анни Комніної в розповідається про подвиги імператора і зокрема про хитрощі на які він пішов:

Как раз в это время из внутренних стран Востока явился с огромным войском варвар Тутах с целью опустошить ромейские земли. Русель же, терпя поражение от стратопедарха, сдавал одну крепость за другой; предводительствуя большим войском, имея великолепно вооруженных воинов, он значительно уступал моему отцу Алексею в находчивости и решил поэтому прибегнуть к следующему. В конце концов, оказавшись в совершенно отчаянном положении, он встречается с Тутахом, домогается его дружбы и умоляет стать союзником.
      Однако стратопедарх Алексей предпринимает на это ответный маневр: он еще быстрее располагает к себе варвара и привлекает его на свою сторону речами, дарами и всевозможными ухищрениями. Да, он был более, чем кто либо другой, находчив и способен отыскать выход из затруднительного положения. Самым действенным способом расположить к себе варваров, говоря в общих чертах, оказался следующий: «Твой султан и мой император, —  передал Алексей, — дружны между собой. Этот же варвар Русель поднимает руку на них обоих и является злейшим врагом того и другого. Совершая постоянные набеги на владения императора, он понемногу захватывает какие то части ромейской территории и в то же время отнимает у Персидской державы те земли, которые могли бы у нее сохраниться. Русель во всем действует искусно: сейчас он запугивает меня твоим войском, а затем при удобном случае устранит меня и, почувствовав себя в безопасности, повернет в другую сторону и поднимет руку на тебя. Если ты послушаешь меня, то когда к тебе вновь явится Русель, схвати его и за большое вознаграждение пришли ко мне в оковах. От этого, — продолжал Алексей, — ты будешь иметь тройную выгоду: во первых, получишь столько денег, сколько никто   никогда не получал, во вторых, завоюешь расположение самодержца, благодаря чему достигнешь вершин счастья, а в третьих, султан будет очень доволен, так как избавится от могущественного врага, который выступал как против ромеев, так и против турок».

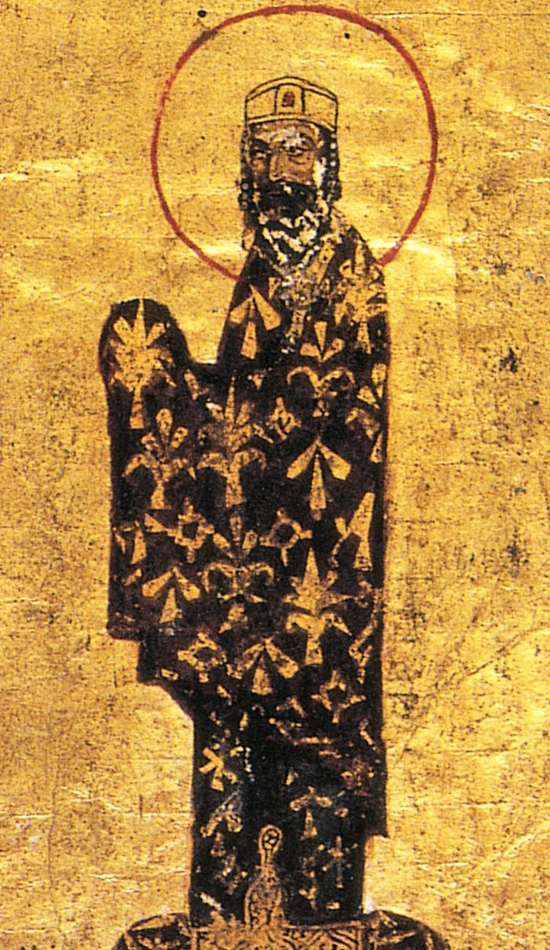
Олексій I Комнін

      Вот что сообщил через послов вышеупомянутому Тутаху мой отец, который командовал в то время ромейским войском. Вместе с тем он отправил в установленное время заложников из числа наиболее знатных людей и, обещав Тутаху и его варварам значительную сумму денег, склонил их схватить Руселя. Вскоре они сделали это и отправили Руселя к стратопедарху в Амасию.

У «Порадах і розповідях візантійського боярина XI ст.», що ймовірно були написані Кекавменом, лише заохочується недовіра до ворогів, сусідів (тобто правителів прикордонних областей). Він застерігає, що сусіди які хочуть завести дружбу не безкорисливі:
|  | Если тебе пограничный сосед пришлет дары, прими их, пошли и сам из того, что имеешь; но только знай, что он хлопочет о том, чтобы приобрести посредством подарков твою дружбу, и чтобы ты ему поверил; а когда ты предашься беспечности, он нападет на твою крепость или на твою страну, и ты лишишься над ними власти. Следует тебе опасаться друзей еще более, чем врагов . |

Подібні поради Кекавмен дає навіть про відносини в середині країни між топархами:
|  | Если соседний с тобою топарх вздумает тебе пакостить, не поступай с ним резко, а хитри с ним, показывай притворное миролюбие и простодушие. Но береги свою область, и если можешь, найди себе друзей в его земле, чтобы чрез них узнавать его намерения. Посылай им дары потихоньку, посылай также явные подарки самому топарху, обманывая его. Когда же он, ради твоих подарков и притворной твоей любви, размякнет, тогда собери тайком своих людей и со тщанием наступай на него и на его народ внезапно, и ты не потерпишь неудачу, истребишь и уничтожишь его. И еще ты получишь похвалу, как от друзей, так и от врагов, так как, ведь, ты не был повинен в том что он начал, но только принял меры против зачинщика; от царя же ты примешь честь и награду за то, что хорошо повел дело. |

Подібних прикладів в «Порадах і розповідях візантійського боярина XI ст.» безліч.

## Поширення серед середньовічних держав
Дипломатія Візантійської імперії залишалась високоорганізованою та ефективною у Європі і на Близькому Сході аж до XII ст. Дипломатична служба в Візантійській імперії була зразком для варварських королівств. Це відобразилось в «Салічній правді», де за вбивство посла призначався величезний вергель (викуп).
Зважаючи на розташування імперії на перетині Західного і Східного світів, Візантія синтезувала старі римські традиції, та східну обережність. Все частіше вона покладалась на хитрість та інтригу, ніж на силу.
Дипломатичні звичах та прийоми Візантії були засвоєні найближчою західною сусідкою — Венецією та поширись в практиці інших італійських держав і західноєвропейських монархій нового часу.

### Русько-візантійські дипломатичні відносини
Візантія через місток дипломатії кардинально вплинула на розвиток Русі, договори щодо ведення торгівлі та підтримки миру сприяли розвитку руських міст, розширенню правового простору руського права, посиленню князівської влади.

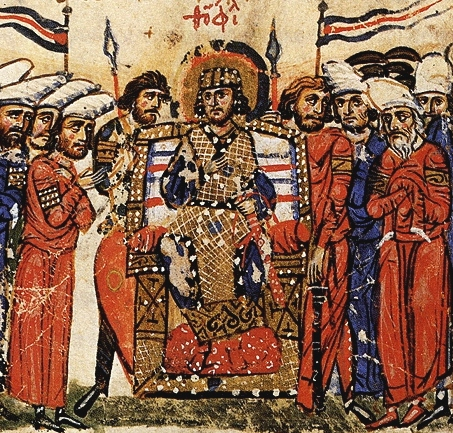
імператор Феофіл

Про перші дипломатичні контакти дізнаємося з Бертинских анналів: в 839 році до імператорського двору Людовика І Благочестивого в складі посольства візантійського імператора Феофіла прибули руси, метою руських послів було укладення договору між Візантією та Русю, для налагодження дружніх стосунків. Візантію представляв імператор Феофіл, а руські посли представляли свого князя Хакана.
У 907 році результатом військового походу князя Олега проти Візантії було укладення договору Русі із Візантійською імперією, яку представляв імператор Лев та Олександр. Умови полягали у сплаті візантійцями контрибуції (на кожного руса вони повинні були сплатити 12 гривень), та в «укладі» Києву, Чернігову, Переяславу, Полоцьку, Ростову, Смоленську, Любичу – тобто скасування мит, шестимісячна підтримка, спорядження кораблів та право користуватись публічними лазнями для руських купців та їх кораблів у Візантії.
У наступному договірі 912 року вирішувались правові аспекти співпраці, зазначалися закони, за якими мали судитися громадяни Русі в Візантії та громадяни Візантії які, перебувають в Русі, вирішувались проблеми успадкування майна, викупу полонених, прийняття русів на військову службу до Візантії та корабельне право.
У 941 р. виник конфлікт між Візантією та Руссю, що завершився укладенням через чотири роки нового договору. Однією з умов візантійців було те, щоб руський князь видавав грамоту купцям, які йшли від нього. Коли ж купці без грамоти чинили супротив їх затриманню, візантійці вправі були застосувати проти них силу і навіть убити їх. Коли ж купці втікали, то візантійці мали повідомити про це руському князю, і тоді він вирішував долю купців. Із стихійної русько-візантійська торгівля стає чітко регламентованою, цікаво те, що деякі руси клялись не тільки язичницьким богом, але й Христом.
В кінці грудня 987 – на початку січня 988 рр. сторони уклали русько-візантійську “угоду про посвоячення”, 1 січня 988 року на день св. Василія Великого - оглашення Володимира, отримання ним титулу кесаря і відповідних регалій.  2 січня 988 р. вібдулась коронація принцеси Анни і заручини її з Володимиром. І нарешті 12 травня 989 року – прийняття Володимиром таїнств хрещення і шлюбу в Херсонесі, Рюриковичі отримали через Анну Порфірородну харизму сакральної влади.

## Цікаві факти
- Микита Хоніят, розповідаючи про Четвертий хрестовий похід, звинувачує Олексія I за те що він показав лицарям скарбницю імперії. В західній Європі 100 років не забували про це золото, тому і пішли Хрестовим походом на Константинополь.
- «Вічний мир» між Візантією та Персією, який уклали 532 року, протривав лише 8 років[11].
- Звичай візантійців демонструвати золоті резерви дипломатичним місіям, як свідчення стабільності та потужності імперії, викликав загарбницькі плани хрестоносців та призвів до першого падіння Константинополя у 1204 році від хрестоносців.